# Теофил Аврамов (строител)
 Тази статия е за строителя.  За духовника вижте Теофил Аврамов.  
Теофил Аврамов е български строител от края на XIX и началото на XX век.

## Биография
Теофил Аврамов е роден в село Тресънче, Дебърско, на 9 май 1863 година. През 1876 година заминава като чирак за Лом, където го заварва Руско-турската война. До 1880 година работи различни постройки. През 1886 – 1887 година Аврамов строи мостове в Берковско и Белоградчишко, а през 1889 година построява училищната страда в Чипровци, използвана за училище до 70-те години на XX век, по-късно реставрирана и използвана за Историческия музей. В следващите години развива оживена строителна дейност, строейки шосета, мостове, обществени и частни сгради в Биримирци, Самоков, София и Челопеч. През 1926 – 1928 година на мястото на стария конак в Копривщица изгражда Мавзолея костница на загиналите в Априлското въстание.
Аврамов е деец на Галичко–Реканското благотворително братство в София. В 1915 година е пръв касиер на братството.
В 1929 година Теофил Аврамов е награден с ордена „Свети Александър“ шеста степен.